# Stare Bielsko

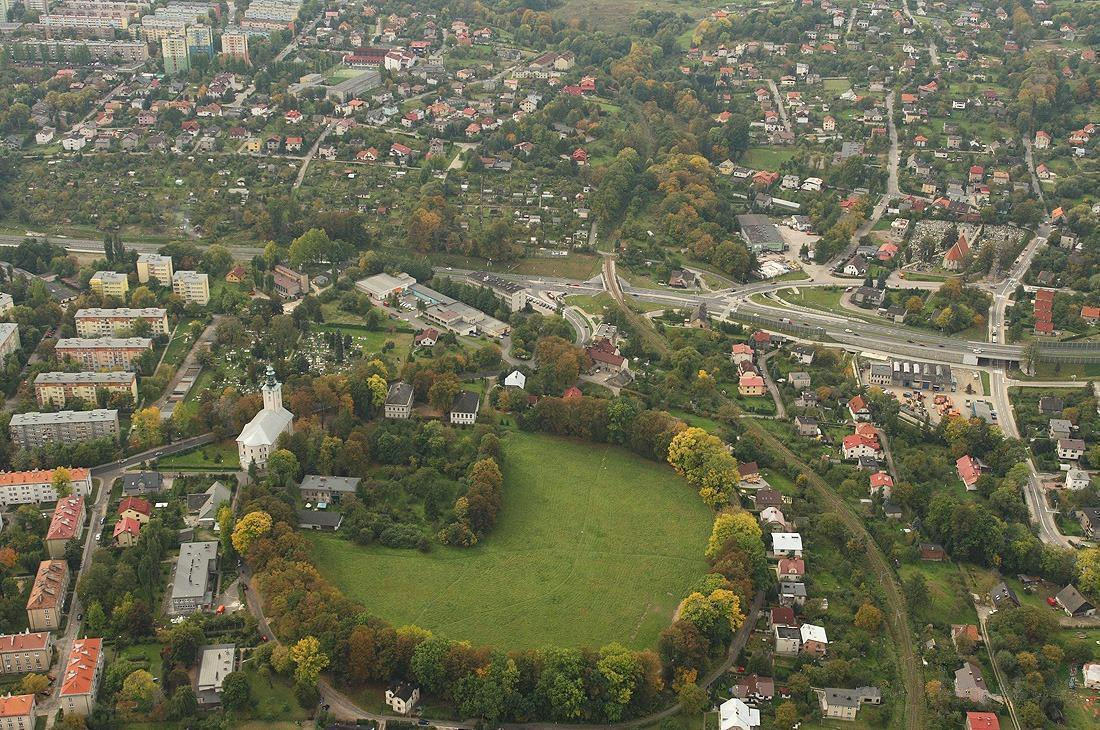
Überblick

Stare Bielsko (deutsch Alt-Bielitz) ist ein Stadtteil (Osiedle) von Bielsko-Biała in der Woiwodschaft Schlesien in Polen.

## Geographie
Stare Bielsko liegt im Schlesischen Vorgebirge (Pogórze Śląskie), etwa 2 km nordwestlich des Stadtzentrums.
Historisch hatte Stare Bielsko eine Fläche von etwa 1260 ha. Der heutige Stadtteil hat 1118 ha.

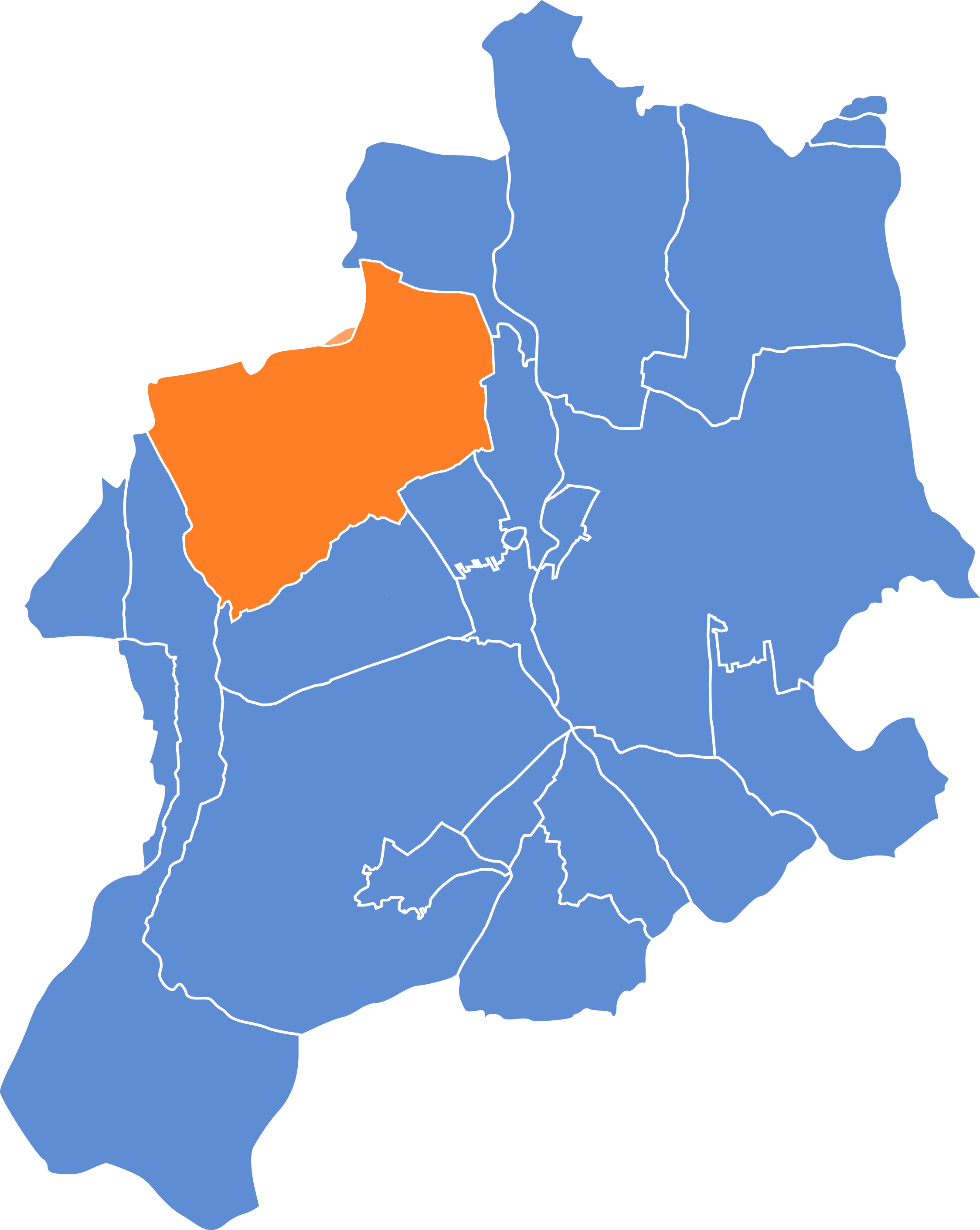
Stare Bielsko (orange)

## Geschichte
Der Ort liegt im Olsagebiet (auch Teschener Schlesien, polnisch Śląsk Cieszyński).
Die erste Siedlung entstand dort im 12. Jahrhundert als Slawische Wallburg und wurde zirka 1400 zerstört. Neben ihr entstand im 13. Jahrhundert ein Dorf namens Bielsko. Auf seinem Land wurde im Zuge der Deutschen Ostsiedlung die Stadt Bielsko (Bielitz) gegründet, sie übernahm den Namen des Dorfes. Er ist abgeleitet vom Namen des Flusses Biała. Das alte Dorf wurde aber im Jahre 1452 erstmals urkundlich als Alte Belicz erwähnt.
Politisch gehörte das Dorf ursprünglich in der Zeit des polnischen Partikularismus zum Herzogtum Oppeln-Ratibor (Teschener Kastellanei). Das Herzogtum wurde 1281 nach dem Tod von Wladislaus I. von Oppeln geteilt. Endgültig gehörte das Dorf 1290 zum Herzogtum Teschen. Seit 1327 bestand die Lehnsherrschaft des Königreichs Böhmen und seit 1526 gehörte es zur Habsburgermonarchie. Seit 1572 gehörte es zur Herrschaft Bielitz (seit 1754 Herzogtum Bielitz).
Nach 1540 erfolgte unter Wenzel III. Adam die Reformation und die lokale Kirche wurde von Lutheranern übernommen. Eine Sonderkommission gab sie am 16. April 1654 Katholiken zurück. Nach dem Toleranzpatent wurde 1814 eine lutherische Gemeinde in der Superintendentur A. B. Mähren und Schlesien errichtet.
Im Jahre 1848 entstand im Südwesten Aleksandrowice (dt. Alexanderfeld).
Nach der Aufhebung der Patrimonialherrschaften bildete es ab 1850 eine Gemeinde in Österreichisch-Schlesien, Bezirk und Gerichtsbezirk Bielitz. In den Jahren 1880–1910 stieg die Einwohnerzahl von 2310 im Jahre 1880 auf 2899 im Jahre 1910, es waren überwiegend deutschsprachige (zwischen 84,7 % und 91,9 %), auch polnischsprachige (15,3 % im Jahre 1900) und tschechischsprachige (5 oder 0,2 % im Jahre 1910). Im Jahre 1910 waren 64,2 % evangelisch, 34,1 % römisch-katholisch, 43 (1,4 %) Juden, 8 anderen Glaubens. Das Dorf gehörte zum Bielitz-Bialaer Sprachinsel.
1920 nach dem Zusammenbruch der k.u.k. Monarchie und dem Ende des Polnisch-Tschechoslowakischen Grenzkriegs kam Stare Bielsko zu Polen. Unterbrochen wurde dies nur durch die Besetzung Polens durch die Wehrmacht im Zweiten Weltkrieg.
Stare Bielsko wurde am 1. Januar 1977 mit der Stadt Bielsko-Biała eingemeindet.

## Religion
Die römisch-katholische Pfarrei gehört zum Bistum Bielsko-Żywiec. Die evangelisch-lutherische Gemeinde gehört zur Diözese Cieszyn.

## Die Kirchengebäude
- Die Bauarbeiten im gotischen Stil an St.Stanislaus begannen um 1380. Es gibt Wandmalereien der Gotik, Renaissance, des Barock und des Rokoko und eine Orgelempore im Rokoko-Stil. Die Kirchenglocke stammt aus dem Jahr 1555. Das  gotischeTriptychon am Hauptaltar zeigt die Muttergottes mit den Heiligen Nikolaus und Stanislaus.[11]

- Der Grundstein zur evangelischen Johanneskirche wurde am 12. Mai 1818 gelegt.

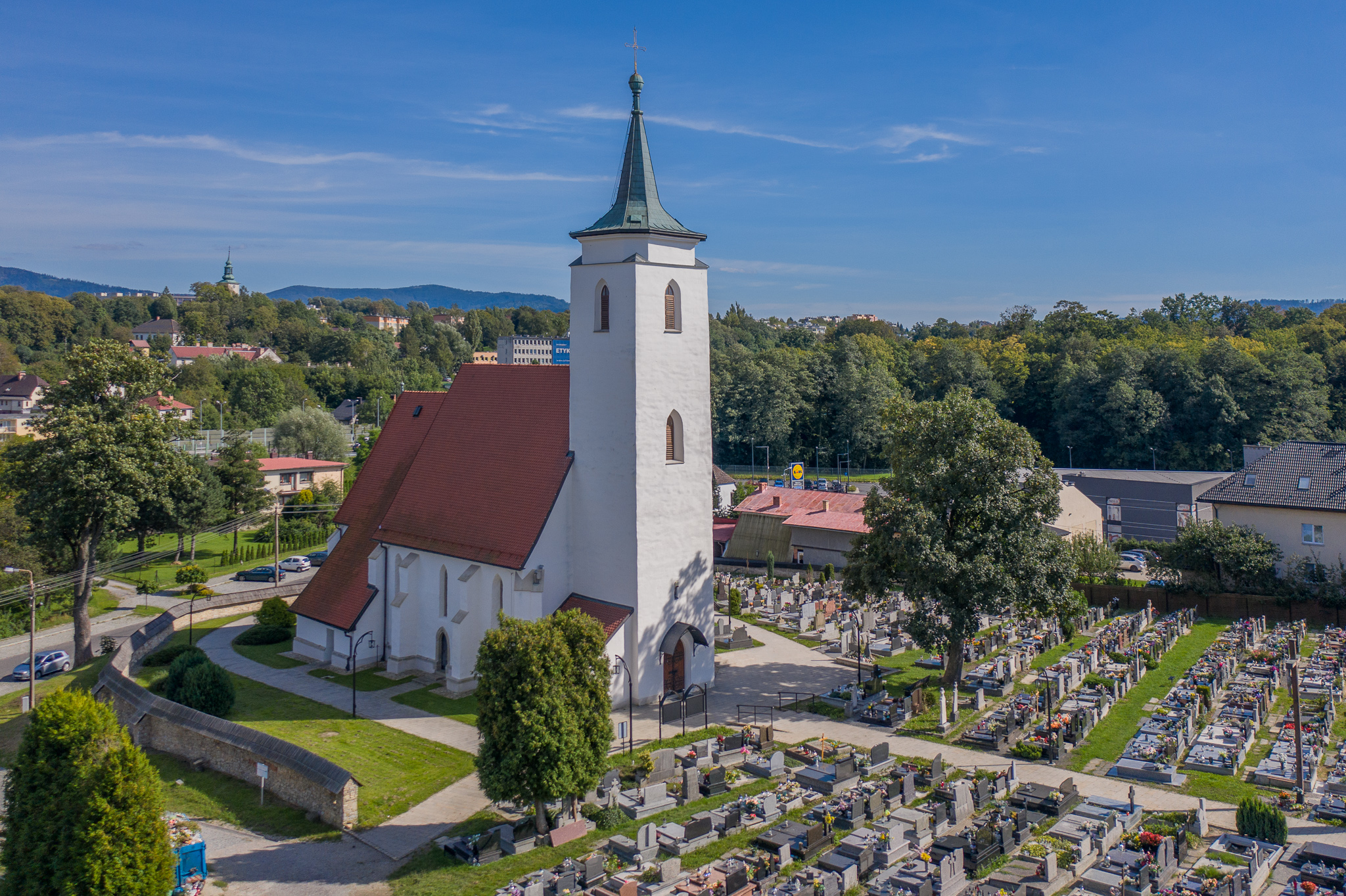
Katholische Kirche St. Stanislaus (Kościół św. Stanisława)
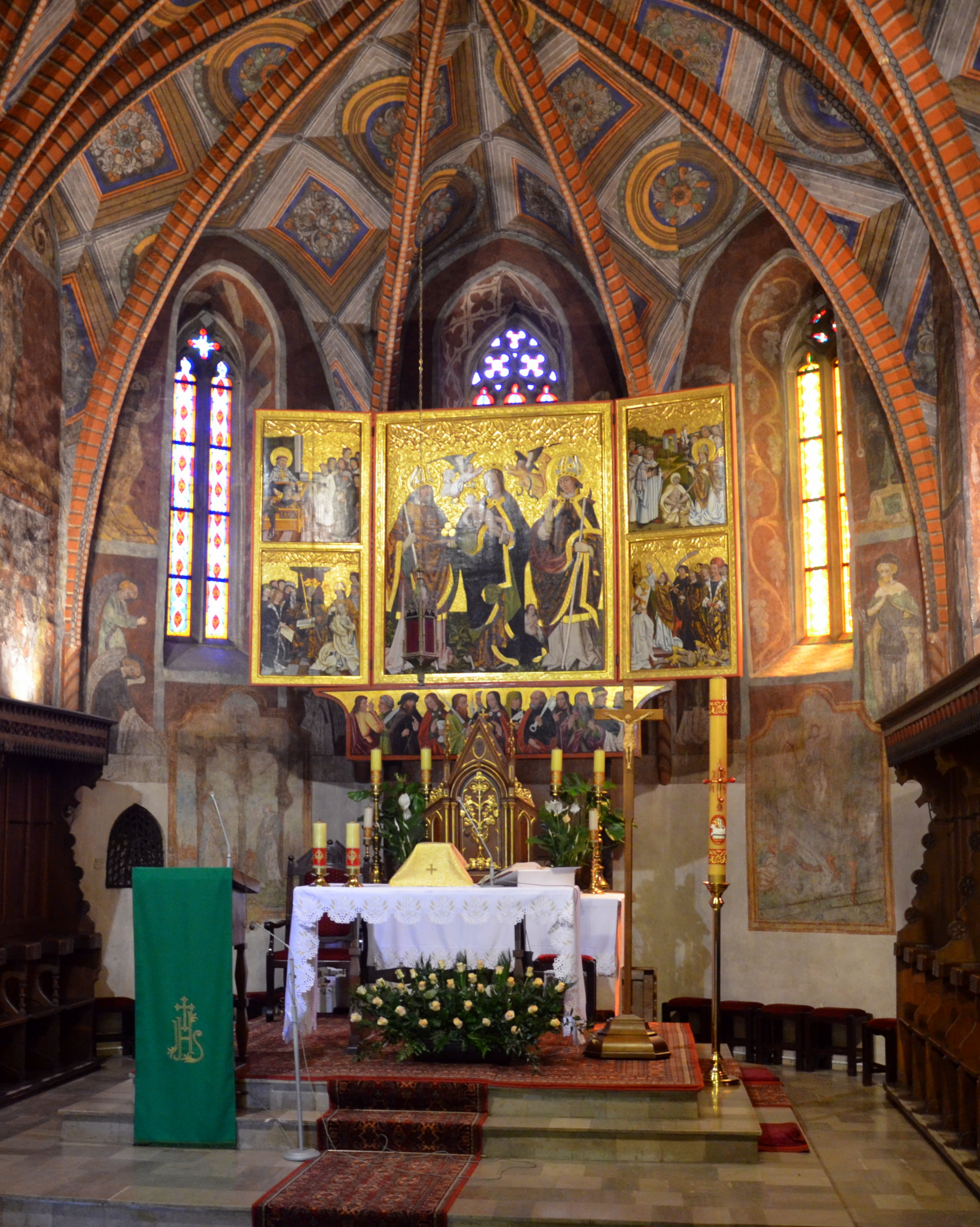
Gotischer Altar in der Stanislauskirche
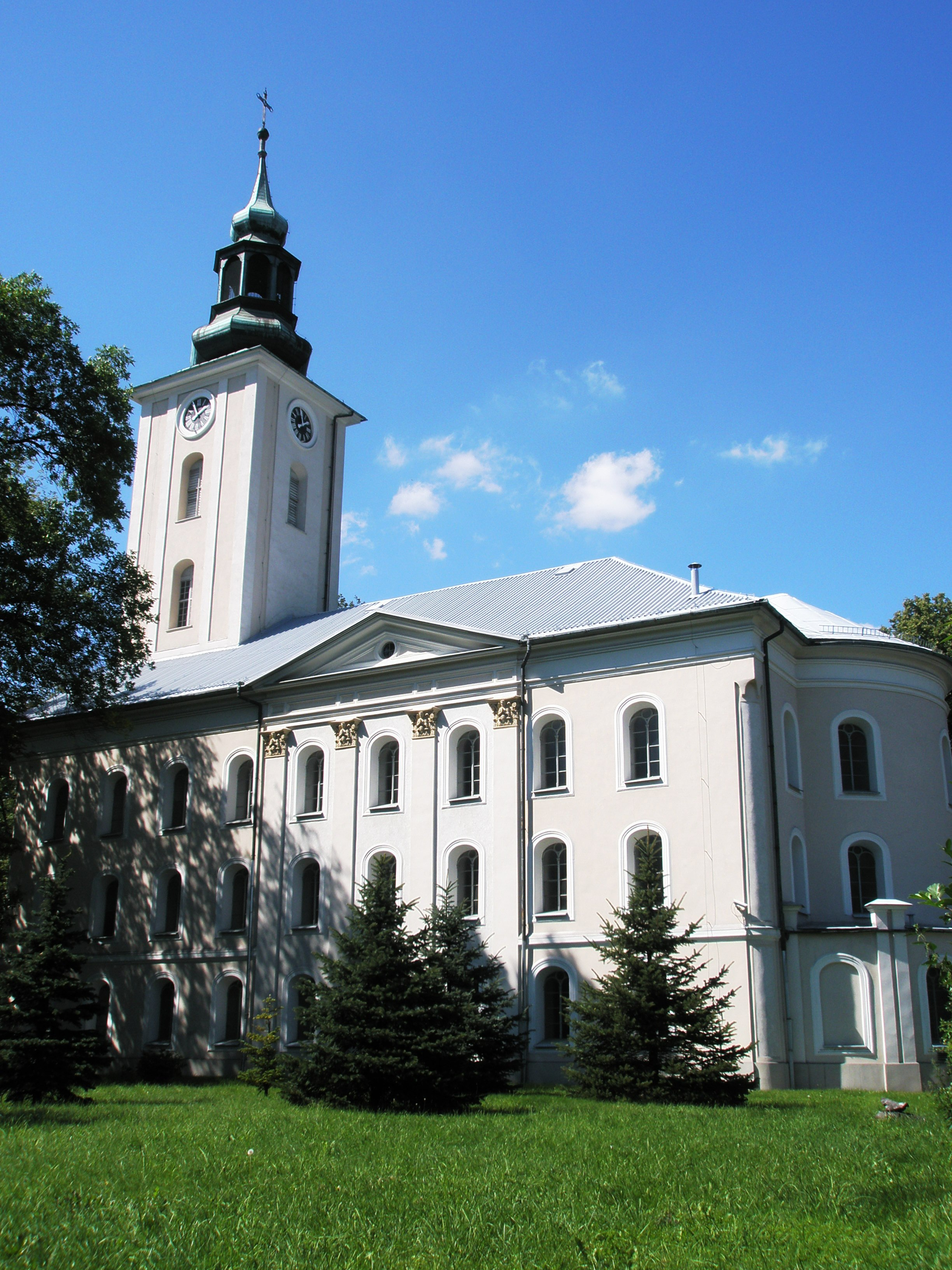
Evangelische Kirche Johannes der Täufer  (Kościół Jana Chrzciciela)
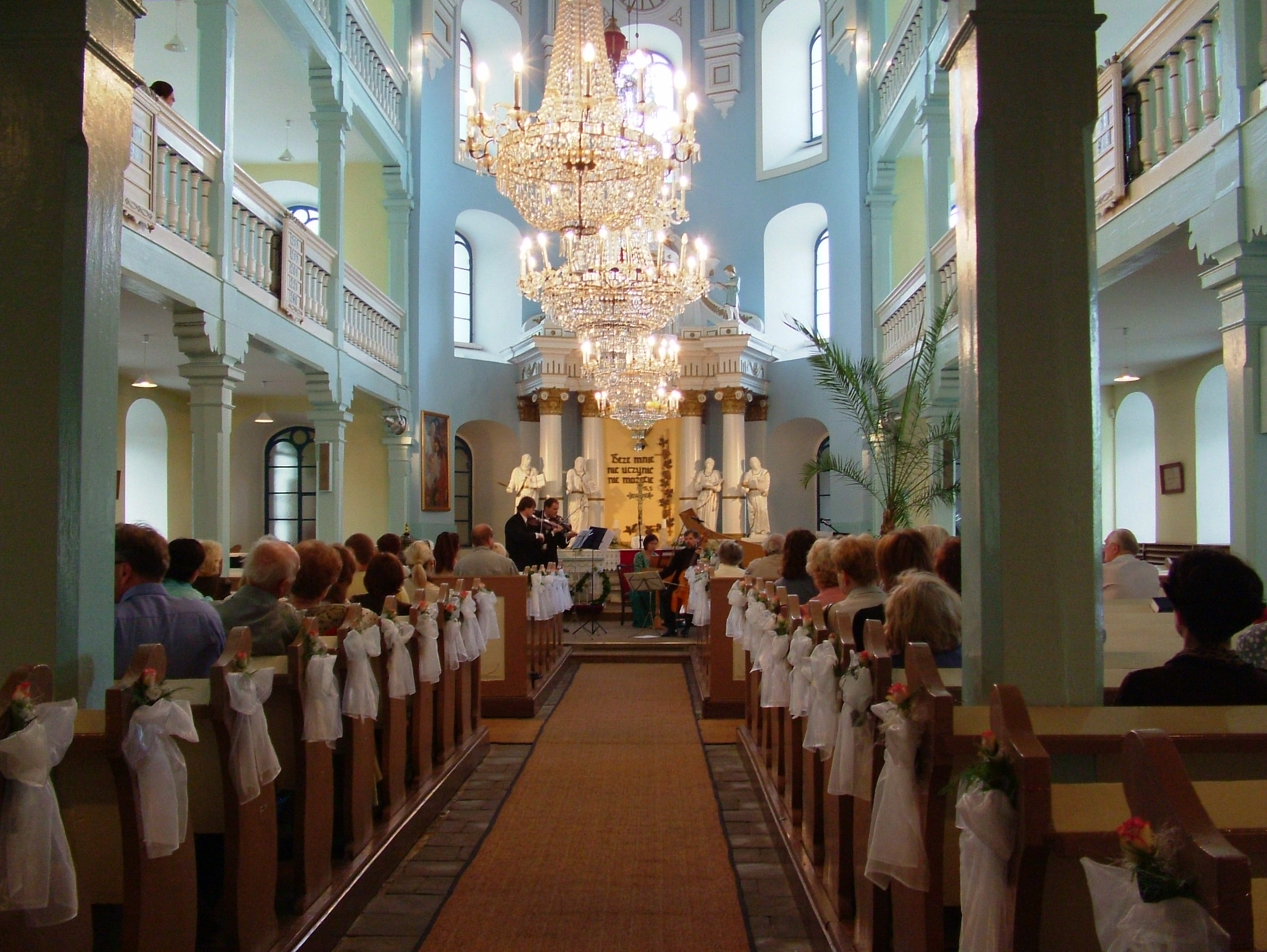
Das Innere der evangelischen Kirche